# Radzikowo (województwo pomorskie)
Radzikowo – wyludniona osada śródleśna w Polsce położona w województwie pomorskim, w powiecie słupskim, w gminie Kępice. W skład zabudowy Radzikowa wchodzą tylko trzy domy mieszkalne.
W latach 1975–1998 miejscowość należała administracyjnie do województwa słupskiego.